# صومعه هاقپات
صومعه هاقپات (به ارمنی: Հաղպատավանք) یک صومعه حواری ارمنی واقع در هاقپات، ارمنستان می‌باشد. ساخت و ساز این ساختمان سده‌های ۱۰ تا ۱۳ به پایان رسید. این بنا به سبک معماری ارمنی طراحی شده‌است.

## نگارخانه

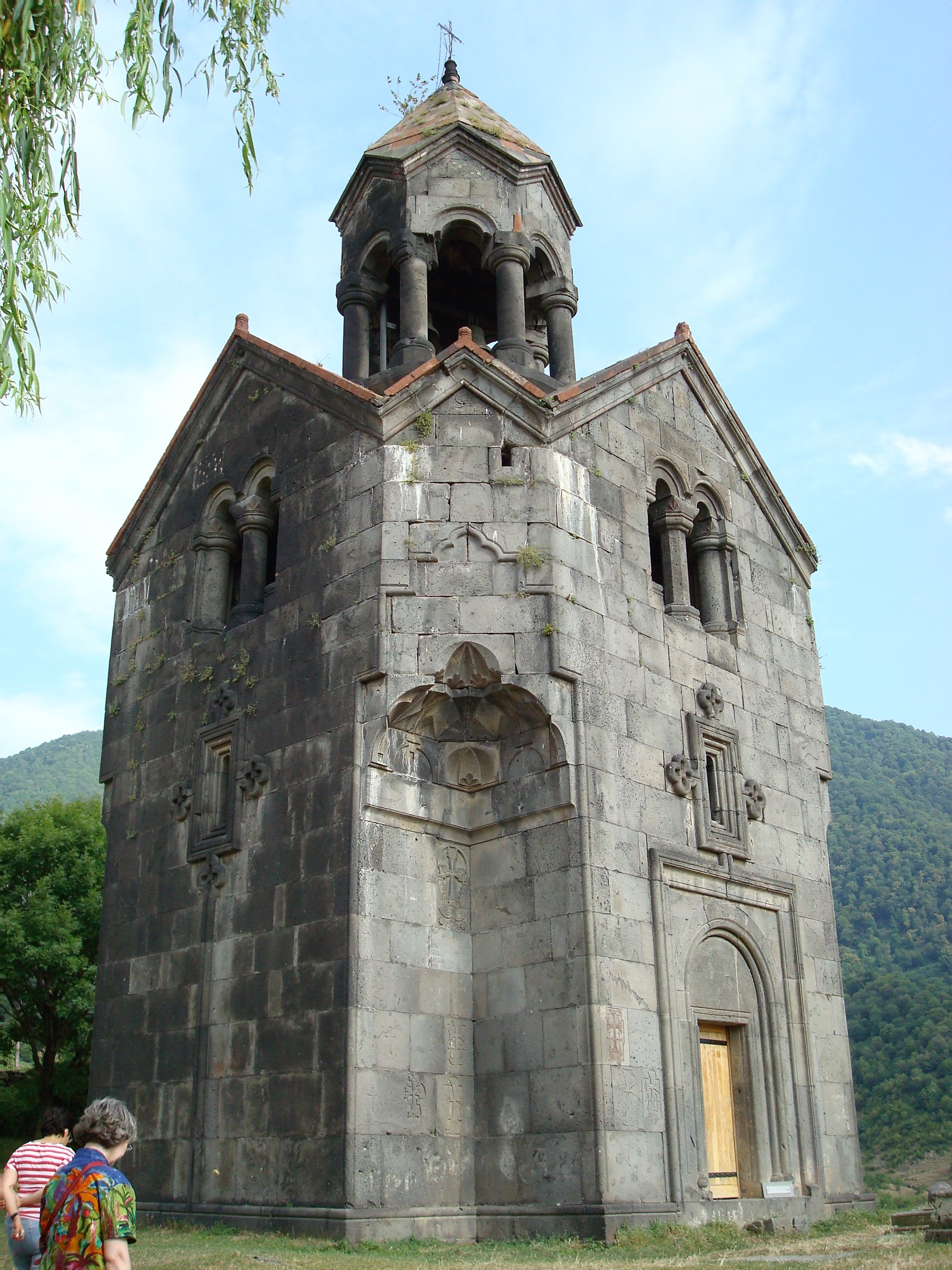
برج ناقوس در صومعه هاقپات
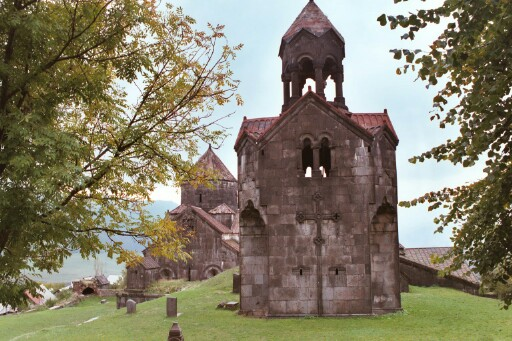
نمایی دیگر از برج ناقوس و کلیسای نشان مقدس
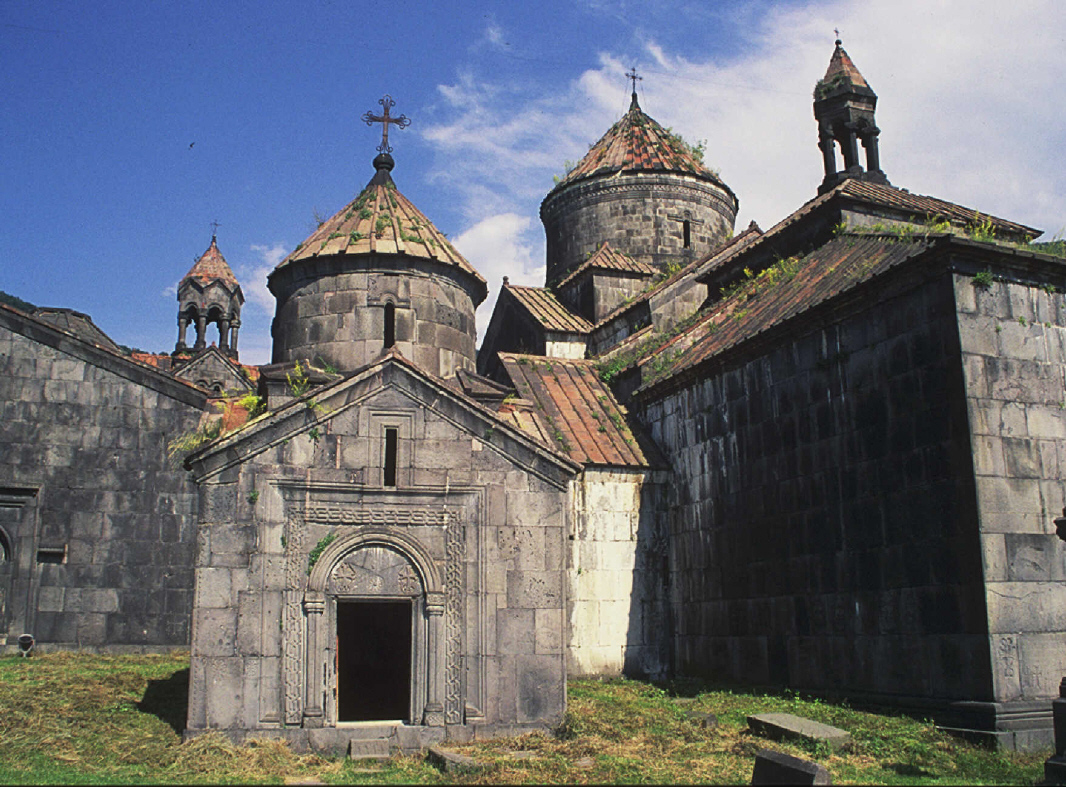
Artistically carved entranceway to one of the buildings
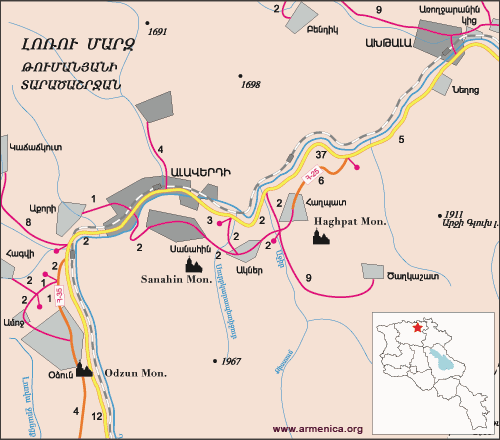
نقشه مسر محدوده هاقپات-ساناهین
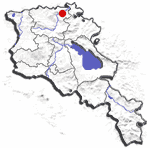